# ساتاکی
ساتاکی (انگلیسی: Satake) شرکت تولید صنعتی ژاپنی است، که در سال ۱۹۳۹ تأسیس شد.